# Parananochromis caudifasciatus
Parananochromis caudifasciatus är en fiskart som först beskrevs av Boulenger, 1913.  Parananochromis caudifasciatus ingår i släktet Parananochromis och familjen Cichlidae. IUCN kategoriserar arten globalt som livskraftig. Inga underarter finns listade i Catalogue of Life.